# Costanera Center
Costanera Center is een vastgoedproject in Santiago in Chili van vier wolkenkrabbers. De grootste wolkenkrabber, Gran Torre Santiago, ontworpen door architect Cesar Pelli, is 300 meter hoog, wat hem tot het hoogste gebouw in Zuid-Amerika maakt en het op een na hoogste gebouw van het zuidelijk halfrond (alleen Q1 in Australië is hoger met 322,5 meter). Deze toren heeft een grondoppervlakte van 128.000 m², 60 etages en 24 liften met een snelheid van 6,6 meter per seconde. De torens 1, 3 en 4 hebben een hoogte van respectievelijk 165, 165 en 105 meter.
De bouw werd in januari 2009 een tijd stilgelegd als gevolg van de wereldwijde recessie. Op 1 februari 2012 werd de hoogte van 300 meter bereikt door de plaatsing van een wijnstok op de top van de constructie.
Het vastgoedproject, dat in handen is van een consortium genaamd Cencosud, heeft een winkelcentrum van zes verdiepingen met meer dan 100 winkels (geopend 12 juni 2012), een bioscoop met 14 zalen, een gymzaal en twee viersterrenhotels. Verder is er een ondergrondse parkeergarage van 5 verdiepingen die plaats biedt aan 4500 voertuigen met een "Find Your Car"-autozoeksysteem. Het winkelcentrum is het grootste van Zuid-Amerika.

## Galerij

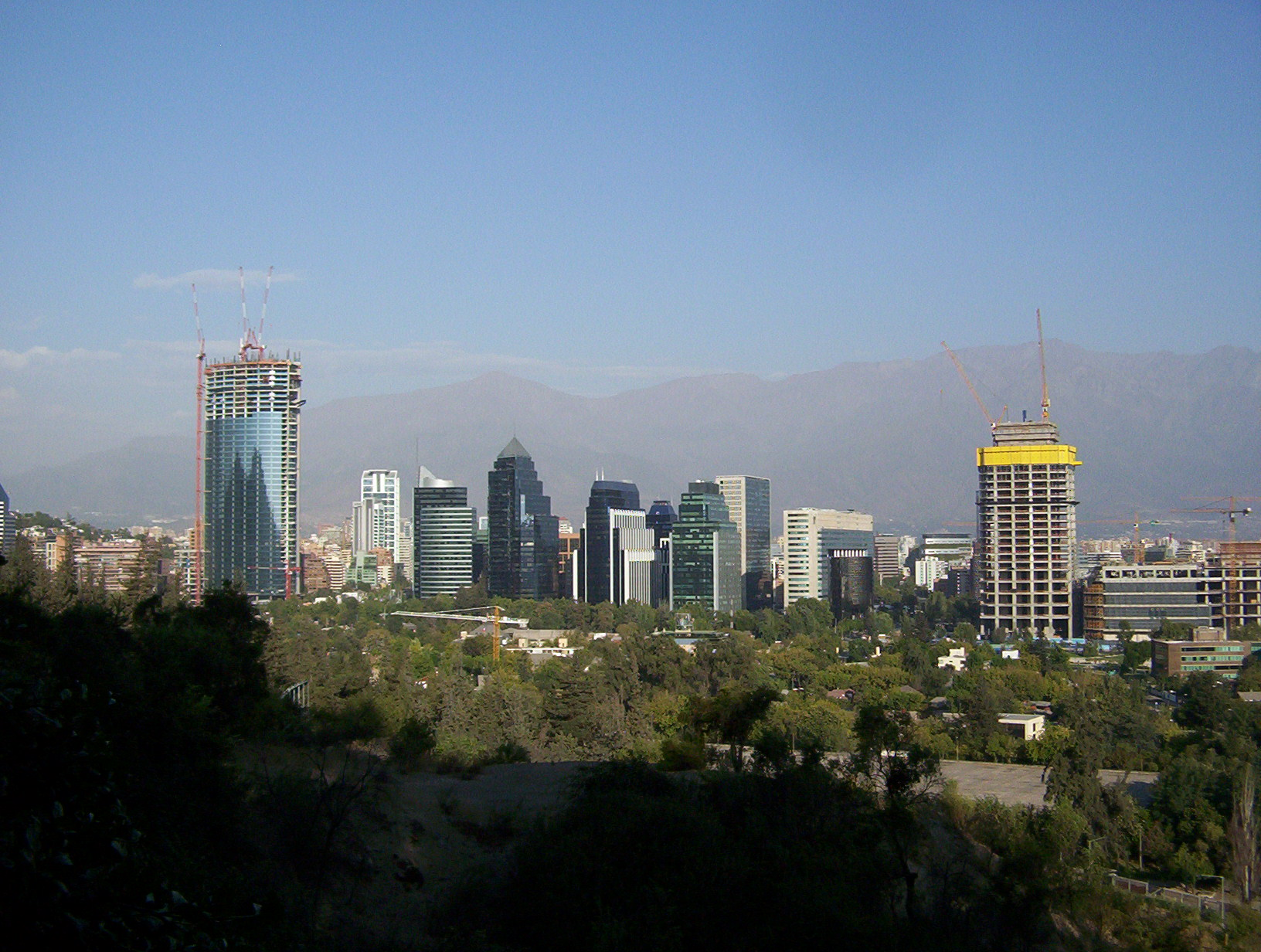
Voortgang Costanera Center (rechts) en Titanium La Portada (links), 2009
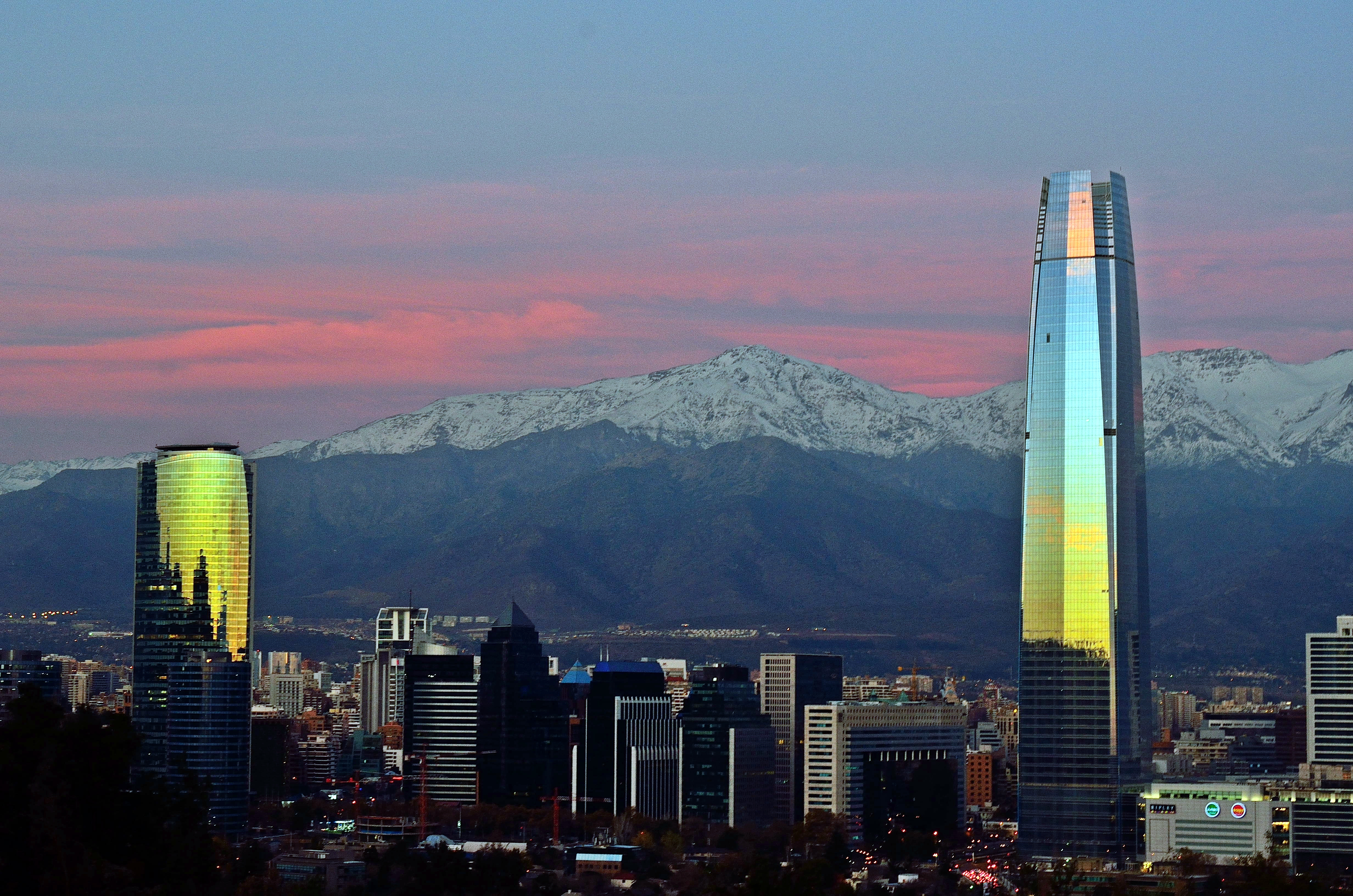
Gran Torre Santiago in de avond
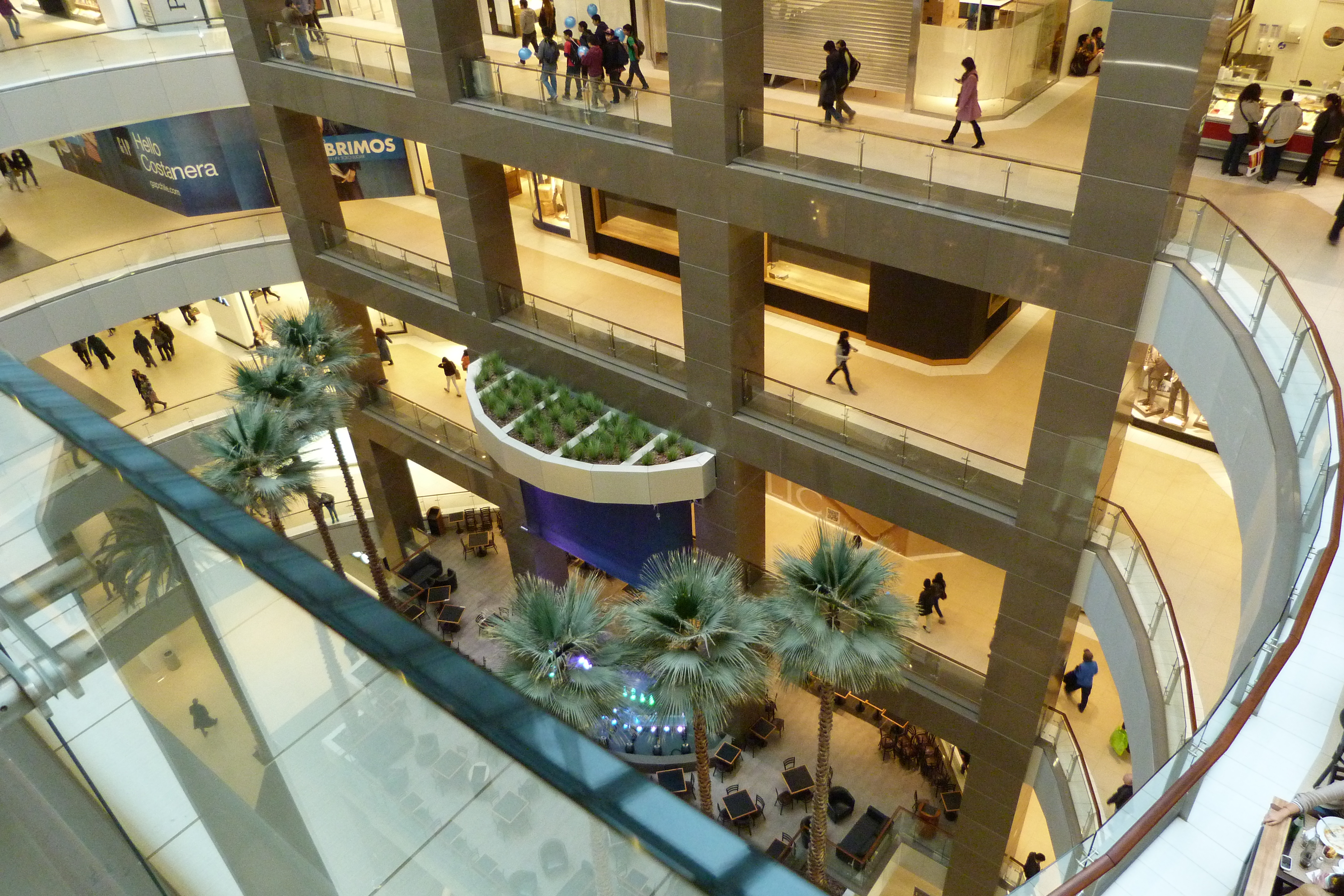
Winkelcentrum Costanera Center
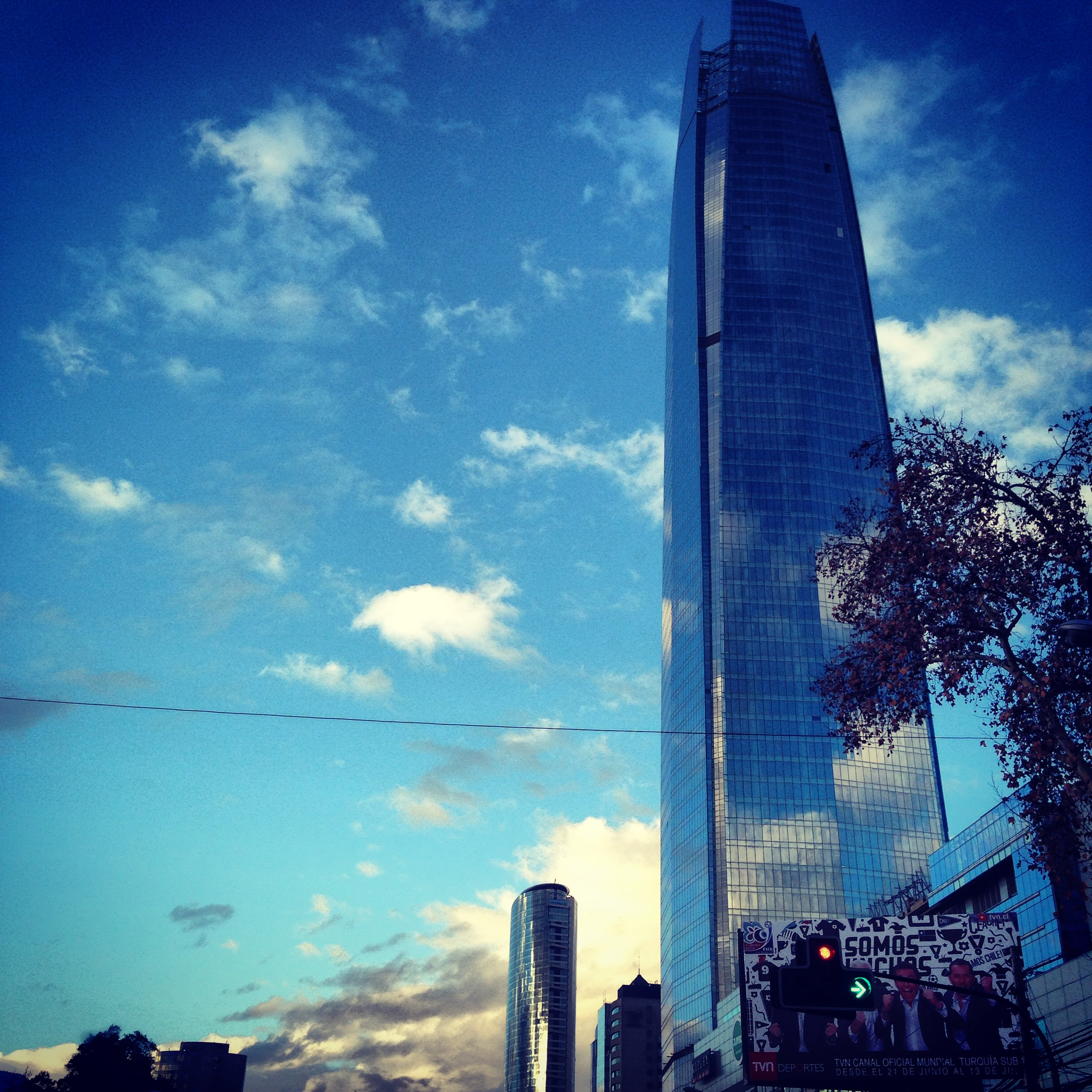